# Гордєєв Сергій Іванович
Гордєєв Сергій Іванович (нар. 14 лютого 1948, Ярославль, РРФСР) — український режисер, актор, театральний педагог, мистецтвознавець, Заслужений діяч мистецтв України (1998), «Відмінник освіти України» (2003), кандидат мистецтвознавства (2005), професор (2005), завідувач кафедри режисури Харківської державної академії культури (1987–2024). Член Національної спілки театральних діячів України.

## Біографія
Народився 14 лютого 1948 року в Ярославлі (РРФСР). Навчався на акторському факультеті Ярославського театрального училища в майстерні заслуженого артиста Росії В. І. Цвєткова, режисера-постановника В. О. Давидова та народного артиста СРСР Ф. Є. Шишигіна. Одночасно займався класичною хореографією в Народному театрі балету та бальними танцями в студії сучасного танцю. Під час навчання грав на сцені учбового театру, працював асистентом режисера над утіленням курсових та дипломних вистав. Після закінчення училища в 1967 році, навчався на режисерському факультеті Харківського інституту мистецтв ім. І. П. Котляревського (творча майстерня професора О. Б. Скибневського). Отримуючи професію режисера, працював артистом розмовного жанру, брав участь у виставах Харківського драматичного театру ім. Тараса Шевченка.
У 1972 році отримав диплом режисера драматичного театру і працював у Харківському театрі юного глядача як актор і режисер до 1976 року. У 1973 році вступив до Українського театрального товариства (нині — Національна спілка театральних діячів України). Став одним із засновників «Клубу творчої молоді» на базі Харківського Будинку Актора. 
У 1976 році він почав викладати режисуру та акторську майстерність у Харківському державному інституті культури. Його наставником був професор В. К. Айзенштадт, який підтримав прагнення С. І. Гордєєва до науково-дослідницької роботи, рекомендував вступити до аспірантури Інституту мистецтвознавства, фольклору та етнографії ім. М. Т. Рильського НАН України (1978—1982). Темою дисертаційного дослідження, яке С. І. Гордєєв виконував під керівництвом професора Ю. О. Станішевського, стало вивчення акторської творчості народної артистки України В. М. Чистякової — представниці школи Леся Курбаса. У 1981 році він обіймав посаду старшого викладача, у 1987 році його призначили завідувачем кафедри режисури, а у 1991 році він став доцентом. У 2005 році захистив кандидатську дисертацію «Актерское искусство В. Н. Чистяковой как явление украинской театральной культуры ХХ столетия» (науковий керівник — професор І. В. Зборовець) і того ж року отримав вчене звання професора. 
Основні наукові інтереси митця пов'язані з розробкою проблем театральної педагогіки, дослідженням надбань театральної школи Леся Курбаса та акторського мистецтва народної артистки України Валентини Чистякової.
Проходив стажування в Ленінградському державному інституті культури (1987, 1989), Київському державному інституті керівних кадрів культури і мистецтв (1991), Ярославському театральному інституті (2011), Харківському національному університеті мистецтв імені Івана Котляревського (2018, 2021).
Педагог розробив навчальну документацію для відкриття на кафедрі режисури нового художнього напряму — «Хореографічне мистецтво», що створило умови для підготовки майбутніх хореографів під керівництвом Б. М. Колногузенка, брав участь у відкритті нових спеціалізацій: майстерності актора, телебачення, аспірантури за спеціальністю «Театральне мистецтво». На початку 1990 років С. І. Гордєєв на деякий час залишив керівництво кафедрою та обіймав посаду доцента.
У 1996 році знову очолив кафедру режисури Харківської державної академії культури. Створив та очолив студентський театр «Академія» (1999—2018), брав участь у створенні на базі режисерсько-хореографічного факультету стаціонарного навчального театру (2000). Розробив репертуарну афішу та створив умови для роботи навчального театру у 2000—2016 роках. С. І. Гордєєв є засновником режисерської мистецької школи та виховав за власною методикою декілька поколінь режисерів масових свят, акторів, керівників театральних установ та театральних педагогів. Серед вихованців педагога відомі в Харкові постановники масових театралізованих заходів — заслужений діяч мистецтв України, почесний громадянин міста Харків О. Настаченко, лауреати міжнародних театральних фестивалів, кандидати мистецтвознавства Р. Набоков, заслужений працівник культури України В. Бугайова, О. Лачко; завідувач кафедри майстерності актора, лауреат премії НСТДУ в галузі театрознавства, доктор культурології, професор А. А. Кікоть та завідувач кафедри телерепортерської майстерності, заслужений працівник культури України Т. О. Логінова.
Науковець брав участь у міжнародних, всеукраїнських фестивалях, наукових конференціях, семінарах, «круглих столах», виставках та вечорах пам'яті на честь видатних митців української сцени. Один із найвідоміших фестивалів, організатором та учасником якого він був разом з І. О. Борисом, є «Березіль-93». Також митець брав участь в організації та проведенні наукових конференцій: «Лесь Курбас і світова театральна культура» (1993), «Лесь Курбас, Мар'ян Крушельницький» (1997), «Валентина Чистякова — актриса школи Курбаса» (2000), «Лесь Курбас — Людина театру» (2007), «Лесь Курбас у контексті світової театральної культури» (2012) та ін. С. Гордєєв був режисером-постановником вечора пам'яті Л. Курбаса «Час людини — час історії» (2003), театралізованого вечора-портрета — «Я вибираю Березіль» у рамках фестивалю «Курбалесія» (2017).
Сергій Іванович співпрацює з Тернопільським національним педагогічним університетом імені Володимира Гнатюка з 2004 року. На заході, присвяченому сторіччю заснування театру «Березіль», виступив з лекцією про життєвий і творчий шлях Леся Курбаса. У березні 2023 року провів зустріч зі студентами кафедри театрального мистецтва ТНПУ, де представив студентам відеоматеріали про життя і творчість Леся Курбаса та його дружини Валентини Чистякової. Розповів про творчу діяльність театрів створених режисером.

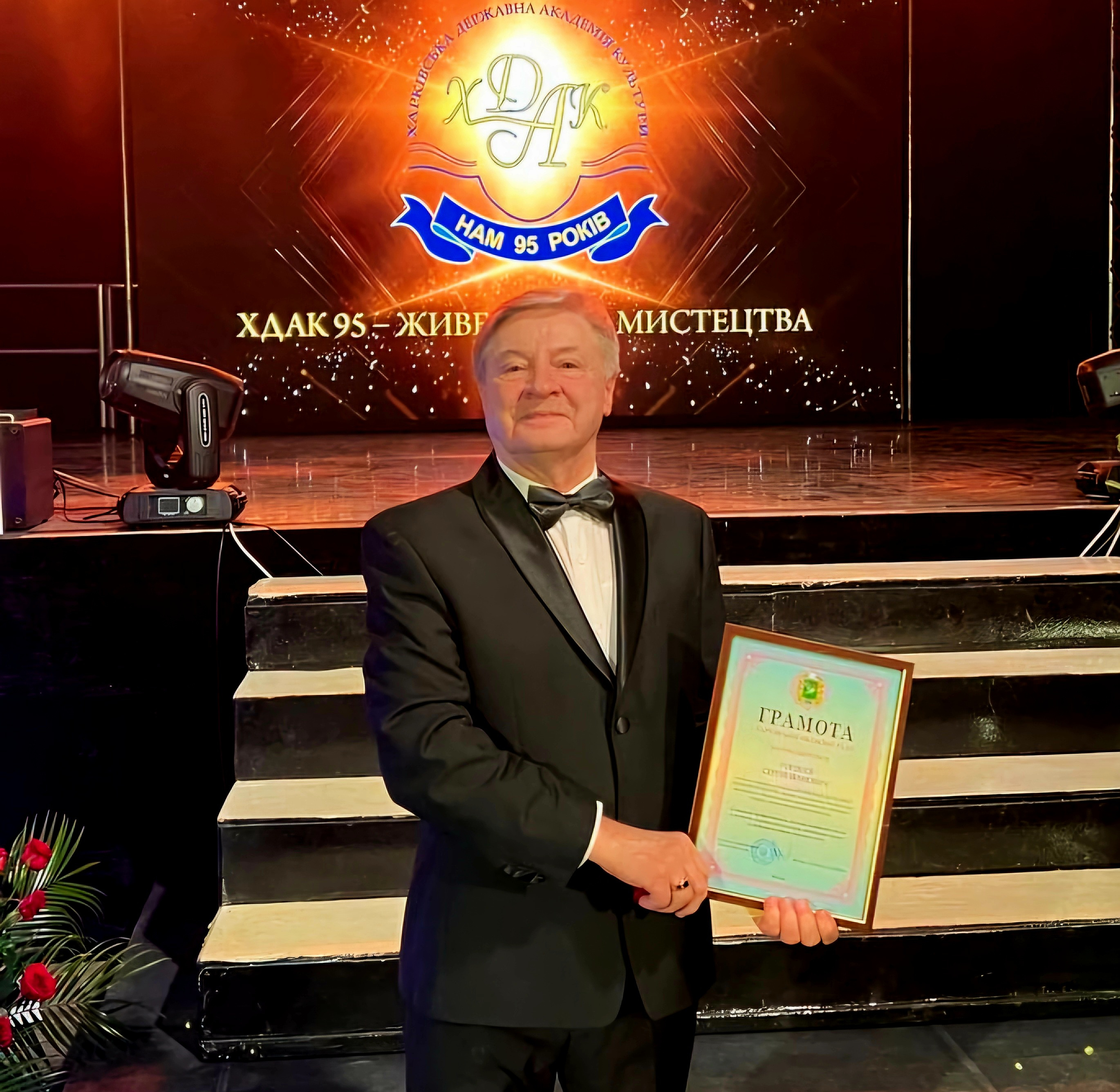
Сергій Іванович Гордєєв на святкуванні 95-річчя ХДАК 26 листопада 2024 року у ХНАТОБ.

Митець поєднує свою режисерську та педагогічно-наукову діяльність з роботою в експертно-методичних комісіях Міністерства освіти і науки України та громадською діяльністю, зокрема, беручи участь у роботі правління Харківського міжобласного відділення Національної спілки театральних діячів України.
За досягнення в розвиту українського театрального мистецтва, освіти та культури України Сергію Івановичу присвоєно почесне звання «Заслужений діяч мистецтв України» (1998), він нагороджений знаком «Відмінник освіти України» (2003), Почесною відзнакою Міністерства культури і мистецтв України «За багаторічну плідну працю в галузі культури» (2003), почесною відзнакою Харківської обласної ради «Слобожанська слава» (2013), має звання лауреата премії ім. Ю. Меженка НСТДУ (2007), творчої премії Харківської міської ради ім. Г. Квітки-Основ'яненка в галузі театрального мистецтва (2012), премії Харківського міжобласного відділення НСТДУ «Людина театру» (2019), переможець обласного конкурсу «Вища школа Харківщини — кращі імена» в номінації «За високі досягнення в творчій та культурно-просвітницькій діяльності» (2017). У 2020 році за вагомий внесок у забезпечення розвитку і процвітання держави, сумлінну працю, високий професіоналізм, любов до України та створення її позитивного іміджу, був нагороджений першим президентом України Л. М. Кравчуком Почесною грамотою та орденом «Гордість нації».

## Основні вистави
У своєму постановчому багажі Сергій Іванович Гордєєв має вистави та концерти, які були показані на різних театральних сценах.
1970 «Единственный свидетель» А. Тур и П. Тур (Академічний театр ім. Ф. Г. Волкова, Ярославль).
1971 «Штурманы грядущих бурь» Н. Севера (Академічний театр ім. Ф. Г. Волкова, Ярославль).
1972 «Как я отдыхал» В. Покровського (Академічний театр ім. Ф. Г. Волкова, Ярославль).
1974 «Антонина» Г. Мамлина (Театр юного глядача, Харків).
1975 «Принцесса и свинопас» П. Е. Нзиката (Театр юного глядача, Харків).
1989 «За двома зайцями» М. Старицького (Актова зала ХДІК, Харків).
1993 «Різдвяний вертеп». Телевистава (Телебачення, Харків).
2001 «Шинель» Н. Гоголя (Учбовий театр ХДАК, Харків).
2003 «Холстомер» Н. Толстого (Учбовий театр ХДАК, Харків)
2006 «Зачарована Десна» О. Довженка (Учбовий театр ХДАК, Харків).
2007 «Чехов плаче та сміється». Інсценівки за оповіданнями А. Чехова (Учбовий театр ХДАК, Харків)
2012 «Рокова помилка» М. Рощина (Будинок актора ім. Л. Сердюка, Харків).
2018 «По той бік свободи» О. Шахової та Л. Югорського (Учбовий театр ХДАК, Харків).

## Основні театралізовані видовища, свята, концерти
- «Святкова соната». Театралізований концерт-звіт майстрів мистецтв і художніх колективів Харківщини (Кіноконцертна зала «Україна», Київ, 1972).
- «Народ і народи я люблю». Театралізований концерт артистів харківських театрів (Творче об'єднання «Рампа» Будинку актора, Харків, 1973).
- Святковий концерт майстрів мистецтв і художніх колективів Харкова (ПК ХВМЗ, Харків, 1976).
- Святковий концерт, присвячений Дню Конституції (ЦПКіВ ім. М. Горького, Харків, 1977).
- «Даруємо тобі пісню, Батьківщино!». Свято фольклорного мистецтва Харківщини (ЦПКіВ ім. М. Горького, Харків, 1979).
- Урочистий концерт майстрів мистецтв і художніх колективів України (Кіноконцертна зала «Україна», Київ, 1982).
- «Ми — юні харків'яни!». Дитяче театралізоване свято, присвячене Дню Харкова (ЦПКіВ ім. М. Горького, Харків, 1987).
- «Палке слово і чарівна мелодія». Свято поезії і музики, присвячене Дню Харкова (ХАТОБ ім. М. Лисенка, Харків, 1989).
- «Дзвони серця мого». Театралізована вистава за участю акторів харківських театрів, художніх колективів, студентів творчих вузів (Майдан біля ХАТОБу ім. М. Лисенка, Харків, 1991).
- «Учитель року — 93». Міське свято учителів-переможців обласного конкурсу (Театр ім. Т. Г. Шевченка, Харків, 1993).
- «Театр — планета друзів». Театралізована вистава, присвячена відкриттю міжнародного фестивалю «Березіль — 93» (Майдан Радянський, Харків, 1993).
- "Ми обираємо «Березіль». Театралізована вистава, присвячена закриттю фестивалю «Березіль — 93» (Театр ім. Т. Г. Шевченка, Харків, 1993).
- Гала-концерт майстрів мистецтв та театральних колективів, присвячений 50-річчю Харківського міжобласного відділення Спілки театральних діячів України (ХАТОБ ім. М. Лисенка, Харків, 1995).
- Дні Леся Курбаса і Мар'яна Крушельницького на Слобожанщині (Будинок актора, театри, інститут мистецтв, інститут культури, Харків, 1997).
- «Іван Мар'яненко — видатний діяч українського театру». Мистецьке свято (Будинок актора, Харків, 1998).
- «Вища школа Харківщини — кращі імена». Церемонія нагородження та святковий концерт на честь переможців обласного конкурсу (ХАТОБ ім. М. Лисенка, Харків, 2001).
- «Вас вітає Вища школа Харківщини». Свято-презентація (ХАТОБ ім. М. Лисенка, Харків, 2004).
- «Місто „Ч“, або Там, де збуваються мрії». Естрадно-циркове видовище (МЦТ «Золотий ключик», Євпаторія, 2004).
- «Вища школа Харківщини — кращі імена». Церемонія нагородження та святковий концерт на честь переможців обласного конкурсу викладачів вишів (ХАТОБ ім. М. Лисенка, Харків, 2006).
- «Чудеса у великому місті». Естрадна вистава (МЦТ «Золотий ключик», Євпаторія, 2010).
- «Нам тільки десять…». Ювілейний вечір студентського театру «Академія» Харківської державної академії культури (Будинок актора ім. Л. Сердюка, Харків, 2010).
- «У рідному краї і серце співає». Театралізоване свято до Дня української писемності та мови (НАДУ при Президентові України, Харків, 2014).
- «Вища школа Харківщини — кращі імена». Обласний захід управління освіти облдержадміністрації (ХНУ ім. В. Н. Каразіна, Харків, 2014).
- «Публічне управління ХХІ». Урочистості з нагоди 2-ї щорічної науково-освітянської виставки (до Всесвітнього дня науки) (НАДУ при Президентові України, Харків, 2015).
- «Вища школа Харківщини — кращі імена». Обласний захід управління освіти облдержадміністрації (ХАТОБ ім. М. Лисенка, Харків, 2016).
- «З коханням до Харкова». Гала-концерт ХІІІ міжнародного фестивалю іноземних студентів (ХНУ ім. В. Н. Каразіна, 2017).
- Фестиваль «Art Street Fest» (Харків, 2019)[14].

## Участь в журі конкурсів та фестивалів
Всеукраїнський огляд студентських кінорежисерських робіт, організований всеукраїнським товариством «Просвіта» ім. Т. Шевченка (Київ, 2001) ― член журі.
Міжнародний фестиваль «Земля. Театр. Діти» (Євпаторія, 2002—2015) ― член журі, член експертної ради.
Всеукраїнський конкурс читців ім. Лесі Українки (Ялта, 2002) ― член журі.
Фестиваль «Театральна легенда — 2003» ім. М. Силаєва (Краматорськ, 2003) ― голова журі.
ІІ міжнародний фестиваль студентських театрів «На крилах кохання» (Харків, Народна українська академія, 2004) ― голова журі.
Конкурс «Чарівна першокурсниця» (Харків, Національний університет внутрішніх справ, 2004) ― голова журі.
Міжнародний фестиваль дитячої творчості «Прадики» (Харків, 2004) ― член журі.
Міжнародний дитячий фестиваль юної творчості «Прадики» (Харків, 2005) ― член журі.
IV міжнародний фестиваль «Театральна легенда — 2006» ім. М. Силаєва (Краматорськ, 2006) ― голова журі.
ХХІІ міжнародний фестиваль античного мистецтва «Боспорские агоны» (Сімферополь, 2010) ― член журі.
ХХІІІ міжнародний фестиваль античного мистецтва «Боспорские агоны» (Сімферополь, 2011) ― член журі.
ІІІ міжнародний фестиваль студентських театрів «На крилах кохання» (Харків, 2011) ― голова журі.
Міжнародний фестиваль театральних шкіл «Подіум — 2015» (Москва, 2015) ― член експертної ради.
Міський конкурс студентських проектів «Харків — місто молодіжних ініціатив», 2016 ― член експертної ради.

## Основні праці
Автор понад 170 наукових і навчально-методичних праць з мистецтвознавства, теорії та методики викладання фахових дисциплін, публікацій.
- Гордєєв С. І. Валентина Чистякова : легенда та біографія : (до 100-річчя з дня народження) / С. І. Гордєєв // Культура України. Серія: Мистецтвознавство: зб. наук. пр. / Харків. держ. акад. культури ; за ред. В. М. Шейка, О. Г. Станкевича. — Харків, 1999. — Вип. 5. — С. 31–43.

- Гордєєв С. І. Валентина Чистякова — легенда української сцени : 100-рiччя вiд дня народження: [монографія] / С. I. Гордєєв. —Харків : ХДАК, 2000. — 78 с.
- Гордєєв С. І. Валентина Чистякова — легенда української сцени : [монографія] / С. I. Гордєєв ; Харків. держ. акад. культури. — 2-ге вид., допов. — Харків : ХДАК, 2003. — 99 с.
- Гордєєв С. І. Теоретико-методологічні проблеми та актуальні завдання режисерської освіти на сучасному етапі / С. І. Гордєєв // Сучасні тенденції розвитку професійної компетентності майбутніх митців : матеріали Всеукр. наук.-практ. конф., (Луганськ, 9-10 лют. 2006 р.) / М-во культури і туризму України, Держ. метод. центр навч. закл. культури і туризму України, Луган. держ. ін-т культури і мистецтв. — Луганськ : Луганськ-Арт, 2006. — С. 25–37.
- З книжкової колекцiї Леся Курбаса : каталог / Харків. держ. акад. культури ; уклад.: С. I. Гордєєв, В. В. Сєдих, I. М. Фоменко ; за ред. С. I. Гордєєва. — 2-ге вид., випр. i допов. — Харків : ХДАК, 2007. — 123 с.
- Творчий спадок Леся Курбаса у ХХІ столітті : бібліогр. покажч.: (до 125-річчя від дня народження) / М-во культури України, Харків. держ. акад. культури, Б-ка ; [уклад.: С. В. Євсеєнко, С. І. Гордєєв, О. М. Левченко ; наук. ред. О. І. Чепалов]. — Харків : ХДАК, 2012. — 220 с.
- Гордєєв С. На шляху до творчої спадщини Леся Курбаса / Сергій Гордєєв, Світлана Євсеєнко // Аркадія. — 2012. — No 3. — C. 38–40.
- Гордєєв С. І. Основні принципи професійної підготовки майбутніх режисерів естради та масових свят / С. І. Гордєєв // Проблеми сучасності : мистецтво, культура, педагогіка. — Луганськ, 2013. — Вип. 24. — С. 30–38.
- Гордєєв С. І. Актуальні проблеми методики викладання режисури й акторської майстерності у вищих навчальних закладах культурно-мистецького профілю / С. І. Гордєєв // Культура України : зб. наук. пр. / М-во культури України, Харків. держ. акад. культури, за заг. ред. В. М. Шейка. — Харків, 2013. — Вип. 42 : (спецвип.), Ч. 2. — C. 33–41.
- Гордєєв С. «Знов бачу чарівну Мірандоліну, тужливу Оксану, трагічну Катерину…»: творчість Валентини Чистякової / Сергій Гордєєв // Кіно–Театр. — 2016. — No 1. — C. 39–42.
- Гордєєв С. Акторські пошуки Валентини Чистякової в театрі «Березіль» (1922—1933) / С. Гордєєв // Студії мистецтвознавчі. ― 2017. ― Чис. 1. — С. 65–72.
- Гордєєв С. І. Творчість В. І. Цвєткова та деякі проблеми використання досвіду майстра в сучасній театральній освіті / С. І. Гордєєв // Культурологія та соціальні комунікації : інноваційні стратегії розвитку : матеріали міжнар. наук. конф. (26-27 листоп. 2020 р.) / М-во культури та інформ. політики України, М-во освіти і науки України, Харків. держ. акад. культури, Нац. акад. мистецтв України ; [редкол.: В. М. Шейко та ін.]. — Харків, 2020. — С. 217—218.
- Гордєєв С. І. Театрально-педагогічні принципи В. І. Цвєткова у формуванні українського актора та режисера / С. І. Гордєєв // Аспекти історичного музикознавства : зб. наук. ст. / М-во культури та інформ. політики України, Харків. нац. ун-т мистецтв ім. І. П. Котляревського. — Харків, 2021. — Вип. 25. — С. 192–220.
- Гордєєв С. І. Педагогіка сучасного українського театру: на шляху до мистецького синтезу / С. І. Гордєєв // Проблеми взаємодії мистецтва, педагогіки та теорії і практики освіти: зб. наук. ст. / М-во культури та інформ. політики України, Харків. нац. ун-т мистецтв ім. І. П. Котляревського. — Харків, 2022. — Вип. 63. — С. 91–107.
- Determining the Directions of Specialist Preparation Development in the Specialty 026 Performing Arts Based on the Survey Results of Applicants for Higher Education / Roman Nabokov, Sergii Gordeev, Mykola Krypchuk, Viktoriia Buhaiova // Advances in Social Science, Education and Humanities Research. — 2022. — Vol. 635. — С. 1–7.
- Гордєєв С. І. Актуальні проблеми сучасної української театральної школи / С. Гордєєв // Культура та інформаційне суспільство ХХІ століття. У 2 ч.: матеріали міжнар. наук.-теорет. конф. молодих учених, 20-21 квіт. 2023 р. / М-во освіти і науки України, Ін-т модернізації змісту освіти, М-во культури та інформ. політики України, Харків. держ. акад. культури, Наук. т-во студентів, аспірантів, докторантів та молодих учених ХДАК, Нац. акад. мистецтв України ; [редкол.: Н. О. Рябуха та ін.]. — Харків : ХДАК, 2023. — Ч. 2. — С. 43–44.